# KW Стрільця
KW Стрільця — це червоний надгігант в сузір'ї Стрільця на відстані 9800 світлових років від Сонця з видимою зоряною величиною 9.35, тобто занадто слабкий, щоб бути видимими неозброєним оком. Його світимість приблизно в  370000 раз більша ніж у Сонця, а його діаметр 1460 раз більший нашої зорі, що робить його однією з найбільших відомих зір. Якби поставити його замість Сонця, то його край пройшов би посередині між орбітами Юпітера і Сатурна.